# Lily Sprangers
Alida Francisca Maria (Lily) Sprangers (27 maart 1956 - Amsterdam, 29 oktober 2024) was een Nederlandse ambtenaar, diplomate en directeur van verschillende instituten, zoals de Stichting Atlantische Commissie, het Duitsland Instituut Amsterdam, het Turkije Instituut en het LeidenAsiaCentre. In diverse media trad zij op als deskundige, onder meer over Turkije en Duitsland.
Sprangers begon haar loopbaan bij het ministerie van Buitenlandse Zaken. In 1990 werd ze directeur van de Stichting Atlantische Commissie, een forum voor het publieke debat over trans-Atlantische veiligheidsvraagstukken. Sprangers werd daar directeur net na de val van de Berlijnse Muur (1989) en vlak voor het ineenstorten van de Sovjet-Unie (1991). Als organisatiehoofd legde ze onder meer verbanden met pas opgerichte zusterinstituten in voormalige communistische landen in Midden- en Oost-Europa. Ook organiseerde ze reizen voor journalisten.

## Duitsland Instituut
Toen wetenschappelijk directeur Maarten Brands het Duitsland Instituut aan de Universiteit van Amsterdam (DIA) in 1996 op verzoek van het ministerie van Onderwijs oprichtte, vroeg hij Sprangers om zakelijk directeur te worden. Zij heeft het DIA vanaf de grond opgebouwd. Sprangers verantwoordelijk voor het niet-wetenschappelijke deel van het DIA. Onder haar leiding ontstond een uitgebreid en uiteenlopend programma. Er kwam een reeks Nederlands-Duitse Conferenties en Sprangers was aanjager van belangrijke onderwijscongressen, en journalistenreizen.

## Turkije Instituut
Sprangers zette in 2007 aan de Universiteit van Leiden het Turkije Instituut op, dat in nauwe samenwerking met derden activiteiten ontwikkelde die bijdroegen aan een betere kennis van Turkije vanuit een Nederlands perspectief. Hierbij was het instituut, zoals op de website stond vermeld, onafhankelijk. Vanuit het instituut organiseerde Sprangers inhoudelijke reizen naar en uitwisselingen met Turkije, het land waar koningin Beatrix in hetzelfde jaar 2007 een staatsbezoek had afgelegd.
Naarmate het Turkije Instituut actiever werd, kreeg het meer kritiek. Volgens critici zou het niet onafhankelijk zijn, omdat het geld uit Ankara zou ontvangen. Weer anderen stelden dat het instituut te negatief was over Turkije. Ook kwam er de kritiek dat het een lobbyclub zou zijn voor EU-toetreding van het land. Volgens Sprangers was haar organisatie een makelaar in informatie en geen pr-bureau voor Turkije. Niettemin werd het in 2015 gesloten, onder meer wegens gebrek aan subsidies en financiering. 

## LeidenAsiaCentre
Sprangers ging verder in Leiden en zette aan de universiteit met succes het LeidenAsiaCentre (LAC) op, wederom een instituut dat gericht was op het buitenland. De missie ervan is om waardevolle kennis te genereren over hedendaagse kwesties in Azië en hun praktische toepassingen voor Nederland, Europa en Azië. Het LAC doet meer dan academisch onderzoek en betrekt onder andere het bedrijfsleven, denktanks, media en overheidsfunctionarissen.

## Media
Sprangers ontwikkelde zich mettertijd als ambassadeur voor de expertises die ze met de jaren had opgebouwd. Dat deed ze met optredens in landelijke media, onder meer als expert in Duitsland en Turkije. Namens het Turkije Instituut kwam ze met regelmaat op televisie en de radio om duiding te geven bij actuele onderwerpen. Mede door haar humor en kennis werd ze een graag geziene gast in debatten, waaronder in debatcentrum de Balie in Amsterdam. Ook gaf Sprangers interviews aan geschreven en online media, en schreef ze opiniestukken.

## Overlijden
Op 26 april 2024 ontving Sprangers uit handen van burgemeester Femke Halsema van Amsterdam de koninklijke onderscheiding officier in de Orde van Oranje-Nassau.
Sprangers overleed op 29 oktober 2024 op 68-jarige leeftijd. Ze was al enige tijd ziek.
- International Standard Name Identifier: 0000 0003 9319 2285
- Nederlandse Thesaurus van Auteursnamen: 114660433
- Virtual International Authority File: 287447847